# 錫米恩峰

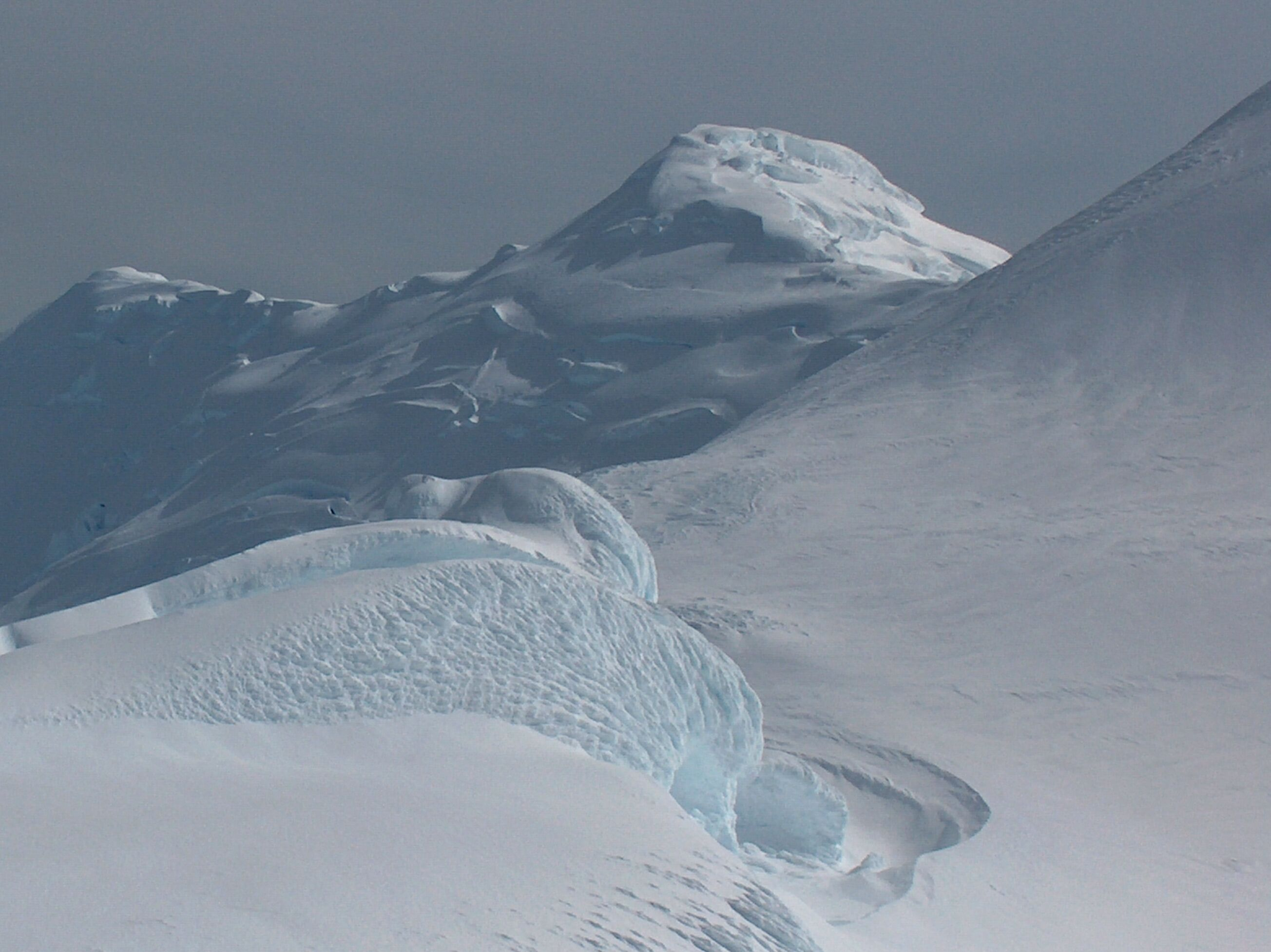

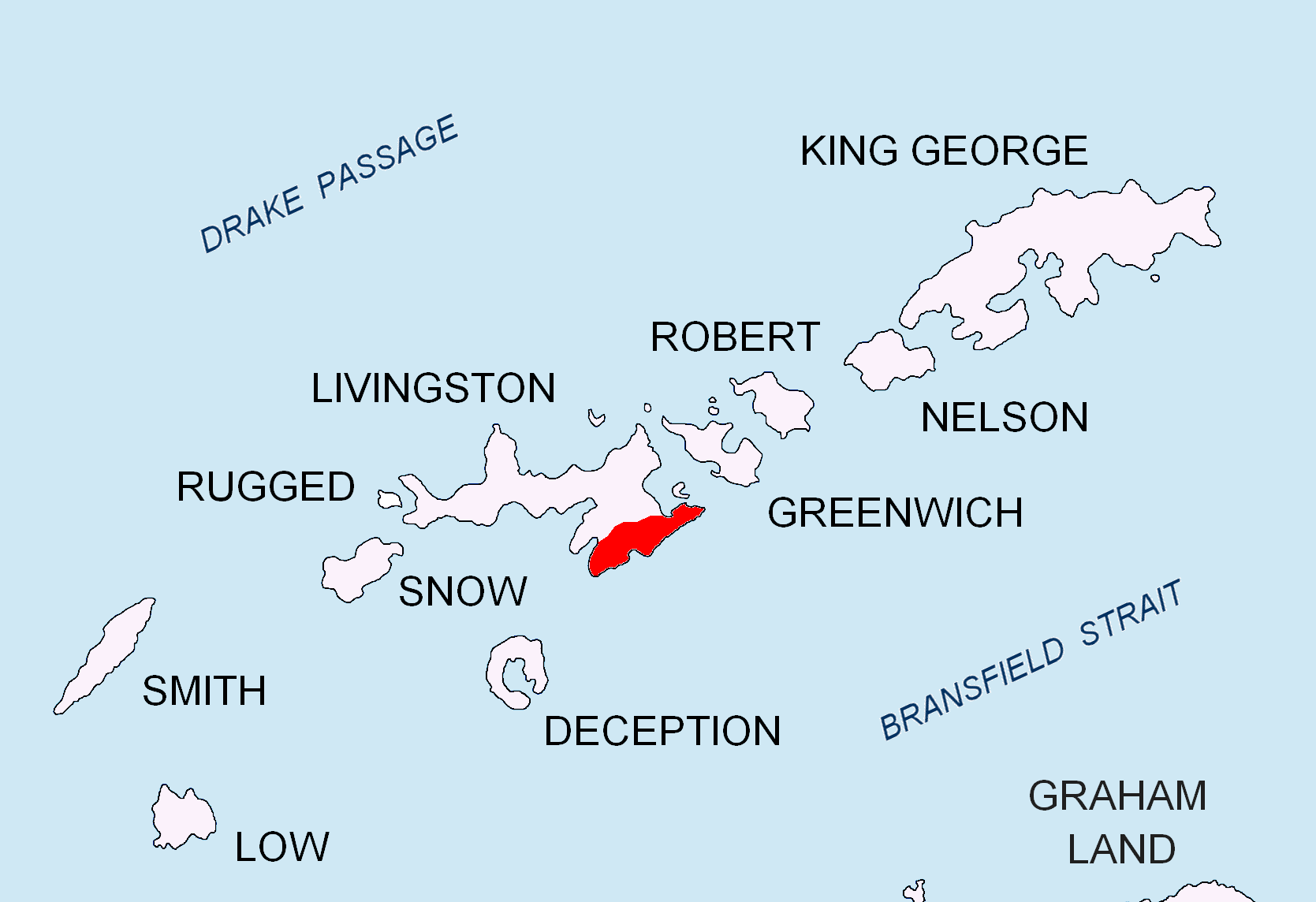

錫米恩峰是南極洲的山峰，位於南設得蘭群島的利文斯頓島，屬於騰格里山脈中弗里斯蘭嶺的一部分，處於弗里斯蘭山西南面2.48公里和聖西里爾峰以北1.69公里。
62°41′27″S 60°12′25″W / 62.69083°S 60.20694°W

## 外部連結
- Simeon Peak. （页面存档备份，存于） SCAR Composite Antarctic Gazetteer